# Maduraj

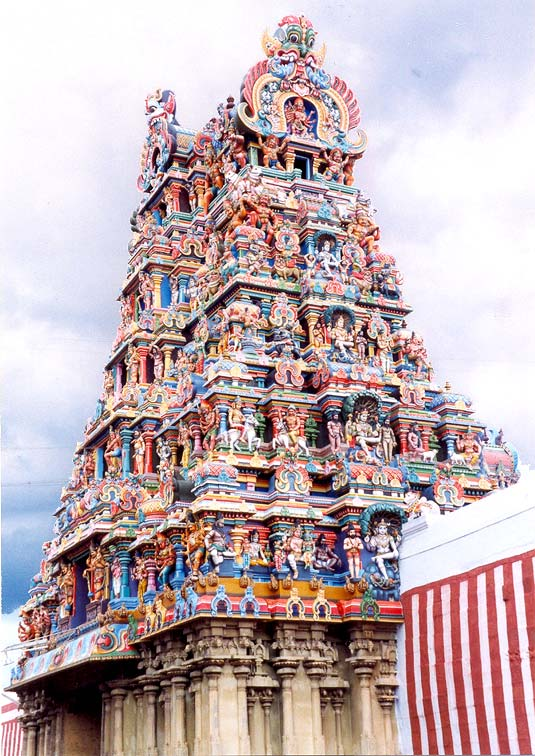
Maduraj – gopura świątyni Minakszi

Maduraj (tamil. மதுரை, hind. मदुरै, transkrypcja madurai) – miasto w południowej części Indii, w stanie Tamilnadu, nad rzeką Wajhaj (uchodzi do cieśniny Palk), stolica dystryktu Madurai. Około 2 mln mieszkańców. Ważny węzeł komunikacyjny na szlaku prowadzącym na Cejlon, ośrodek przemysłu odzieżowego i rzemiosła.
Religijne i kulturowe centrum Tamilów, znajduje się w nim kompleks świątynny Świątynia Minakszi w Maduraju poświęcony Śiwie i jego małżonce, Parwati w legendarnym miejscu ich ślubu. Do głównej budowli prowadzi dwanaście monumentalnych bram (gopur), umieszczonych w trzech pierścieniach murów i pokrytych tysiącami malowanych rzeźb miejscowych władców i bóstw. Najwyższa z bram sięga 60 metrów, a całkowity teren zajmowany przez świątynię ma wymiary 259 na 233 m.